# Elaphriella diplax
Archiminolia diplax är en snäckart som beskrevs av B.A. Marshall 1999. Archiminolia diplax ingår i släktet Archiminolia och familjen pärlemorsnäckor. Inga underarter finns listade i Catalogue of Life.